# Deja Vu (groupe japonais)
Pour les articles homonymes, voir Déjà vu (homonymie).
Deja Vu est un groupe de rock progressif japonais. Actif entre 1984 et 1989, le groupe compte un unique album, Baroque in the Future, sorti en 1988.

## Biographie
Tout d'abord nommé Clashed Ice avant de prendre rapidement son nom définitif, le groupe se forme en 1984 au Progressive Rock Club de l'Université Meiji à Tokyo, avec Motoi Sakuraba (clavier) et Genta Kudo (batterie). Tetsuya Nagatsuma (basse) les rejoint l'année d'après. 
En 1987, ils sont repérés par Shingo Ueno, producteur de Made in Japan Record, ce qui leur permet de jouer avec d'autres groupes lors de plusieurs concerts de Rock progressif au Japon, et de participer à des compilations. Leur premier album, Baroque in the Future, sort en octobre 1988, chez Made in Japan Records et en juillet 1998 chez Musea,,,. 
Peu après, Tetsuya Nagatsuma quitte le groupe, qui reste alors inactif, avant l'arrivée de Tomoki Ueno (clavier) et Ken Ishita (basse). En 1989, pendant le développement d'un second album, le groupe se sépare pour cause de divergences musicales.

## Membres
- Motoi Sakuraba - compositions, claviers
- Tetsuya Nagatsuma - paroles, basse, chant (sur 1-7)
- Genta Kudo - batterie (paroles sur 7)
- Tomoki Ueno - claviers, chant (sur 8 et 9)
- Ken Ishita - basse (8 et 9)